# Zadnja večerja (Leonardo da Vinci)
Zadnja večerja (italijansko Il Cenacolo, italijanska izgovorjava: [il tʃeˈnaːkolo] ali L'Ultima Cena, italijanska izgovorjava: [ˈlultima ˈtʃeːna]), je stenska slika italijanskega umetnika visoke renesanse Leonarda da Vincija, ki je datirana v ok. 1495–1498. Slika predstavlja prizor Jezusove zadnje večerje z dvanajstimi apostoli, kot je povedano v Janezovem evangeliju – natančneje v trenutku, ko Jezus oznani, da ga bo eden od njegovih apostolov izdal. Njeno ravnanje s prostorom, obvladovanje perspektive, obdelava gibanja in kompleksen prikaz človeških čustev so jo naredili za eno najbolj prepoznavnih slik zahodnega sveta in med Leonardova najbolj slavna dela. Nekateri komentatorji menijo, da je ključnega pomena pri začetku prehoda v to, kar danes imenujemo visoka renesansa.
Delo je kot del načrta prenove cerkve in njenih samostanskih zgradb naročil Leonardov mecen Ludovico Sforza, milanski vojvoda. Da bi omogočil njegov nedosleden urnik slikanja in pogoste popravke, je slikana z materiali, ki so omogočali redne spremembe: tempera na gesso, smola in mastika. Zaradi uporabljenih metod, različnih okoljskih dejavnikov in namernega poškodovanja je danes ostalo le malo izvirne slike kljub številnim poskusom restavriranja, zadnje je bilo dokončano leta 1999.
Freska je da Vincijevo najpomembnejše delo iz njegovega milanskega obdobja.

## Slika

### Naročilo in ustvarjanje
Zadnja večerja meri 460 cm × 880 cm in pokriva končno steno refektorija v samostanu Santa Maria delle Grazie v Milanu v Italiji. Tema je bila tradicionalna za refektorije, čeprav prostor ni bil refektorij v času, ko jo je naslikal Leonardo. Glavno cerkveno poslopje so dokončevali (leta 1498). Leonardov pokrovitelj Ludovico Sforza je načrtoval, da bi cerkev preuredili v družinski mavzolej, in v ta namen so bile narejene spremembe, morda Bramantejevi načrti; ti načrti niso bili v celoti izvedeni, zato je bila zgrajena manjša mrliška kapela ob križnem hodniku.
Sliko je naročil Sforza, da okrasi steno mavzoleja. Lunete nad glavno poslikavo, ki jo tvori triločni strop refektorija, so poslikane z grbi Sforza. Nasprotno steno refektorija pokriva freska Križanje Giovannija Donata da Montorfana, ki ji je Leonardo dodal figure družine Sforza v temperi; te figure so se poslabšale na približno enak način kot Zadnja večerja.
Leonardo je delal na Zadnji večerji od približno 1495 do 1498, vendar ni delal neprekinjeno. Začetni datum ni gotov, saj je samostanski arhiv za to obdobje uničen. Dokument iz leta 1497 kaže, da je bila slika takrat skoraj dokončana.
Ena zgodba pravi, da se je prior iz samostana Leonardu pritožil zaradi zamude, kar ga je razjezilo. Pisal je predstojniku samostana in pojasnil, da se je trudil najti popoln zlobni obraz za Juda in da bo, če ne bo našel obraza, ki bi ustrezal temu, kar je imel v mislih, uporabil poteze priorja, ki je imel pritožil.
Leta 1557 je Gian Paolo Lomazzo zapisal, da mu je Leonardov prijatelj Bernardo Zenale svetoval, naj pusti Kristusov obraz nedokončan, in trdil, da »bi bilo nemogoče predstavljati obraze, ki so lepši ali nežnejši od tistih sv. Jakoba ali Jakoba Manjšega.« Leonardo je očitno upošteval nasvet.
- Križanje Giovannija Donata da Montorfana, 1495, nasproti Leonardove Zadnje večerje
- Slika, kakršna je videti na steni jedilnice
- Refektorij

### Medij
Leonardo je kot slikar dal prednost oljnemu slikarstvu, mediju, ki umetniku omogoča počasno delo in lahkotno spreminjanje. Fresko slikarstvo ne olajša nobenega od teh ciljev. Leonardo je prav tako iskal večjo svetilnost in intenzivnost svetlobe in sence (chiaroscúro), kot bi jo lahko dosegli s fresko, pri kateri so vodotopne barve naslikane na moker omet, ki je vsak dan sveže položen v odsekih. Namesto da bi uporabil preverjeno metodo slikanja na stene, je Leonardo Zadnjo večerjo naslikal s tempero, medijem, ki se običajno uporablja za slikanje tabel. Slika je na kamniti steni, zapečateni z dvojno plastjo gipsa, smole in mastike. Nato je dodal podlak iz svinčene beline, da bi povečal svetlost tempere, ki je bila nanesena na vrhu. To je bila metoda, ki jo je že opisal Cennino Cennini v 14. stoletju. Vendar je Cennini to tehniko opisal kot bolj tvegano kot slikanje s freskami in priporočal uporabo slikanja v bolj površnem mediju samo za končne poteze.

## Predmet
Zadnja večerja prikazuje reakcijo vsakega apostola, ko je Jezus rekel, da ga bo eden od njih izdal. Vseh dvanajst apostolov se je na novico odzvalo različno, z različnimi stopnjami jeze in šoka. Apostoli so bili identificirani po njihovih imenih z uporabo nepodpisane kopije freske Leonardovega Cenacola iz sredine 16. stoletja. Pred tem so bili pozitivno identificirani le Juda, Peter, Janez in Jezus. Od leve proti desni, glede na glave apostolov:
- Jernej, Jakob, Alfejev sin, in Andrej tvorijo skupino treh; vsi so presenečeni.
- Juda Iškarijot, Peter in Janez tvorijo drugo skupino treh. Juda je oblečen v rdeče, modro in zeleno ter je v senci, videti je umaknjen in osupel nad nenadnim razkritjem njegovega načrta. Drži majhno vrečko, ki morda pomeni srebro, ki mu je bilo dano kot plačilo za izdajo Jezusa, ali morda sklicevanje na njegovo vlogo blagajnika.Mt 26,15, Jn 12,6; 13,29 Prevrača tudi solnico, kar je morda povezano z bližnjevzhodnim izrazom »izdati sol«, ki pomeni izdati svojega gospodarja. Je edina oseba, ki ima komolec na mizi, njegova glava pa je tudi vertikalno najnižja od vseh na sliki. Peter nosi izraz jeze in zdi se, da drži nož, kar nakazuje njegovo nasilno reakcijo v Getsemaniju med aretacijo Jezusa. Peter se nagne k Janezu in se ga dotakne po rami, kar se nanaša na Janezov evangelij, kjer »ljubljenemu učencu« nakaže, naj vpraša Jezusa, kdo ga bo izdal. Najmlajši apostol Janez se zdi, da omedli in se nagne k Petru.

Jezus
- Tomaž, Jakob Veliki in Filip so naslednja skupina treh. Tomaž je očitno razburjen; dvignjen kazalec nakazuje njegovo nezaupanje v vstajenje. Jakob Veliki je videti osupel, z dvignjenimi rokami. Medtem se zdi, da Filip zahteva pojasnilo.
- Matej, Juda Tadej in Simon Gorečnik so zadnja skupina treh. Tako Tadej kot Matej sta obrnjena proti Simonu, da bi morda ugotovila, ali ima kakšen odgovor na njuna začetna vprašanja.

Tako kot pri drugih upodobitvah Zadnje večerje iz tega obdobja Leonardo jedce posadi na eno stran mize, tako da nihče od njih ni obrnjen s hrbtom proti gledalcu. Prt je bel z modrimi črtami, ki so barve, ki jih običajno povezujemo z Judi. To je edina očitna referenca slike na narodnost Jezusa in njegovih učencev. Večina prejšnjih upodobitev je izključevala Juda tako, da so ga postavili samega na nasprotno stran mize od ostalih enajstih učencev in Jezusa ali dali avreole okrog vseh učencev razen Juda. Leonardo namesto tega Juda nagne nazaj v senco. Jezus napoveduje, da bo njegov izdajalec vzel kruh istočasno kot Tomaž in Jakob Veliki na njegovi levi, ki se zgroženo odzoveta, ko Jezus z levo roko pokaže na kos kruha pred njimi. Juda, ki ga je motil pogovor med Janezom in Petrom, seže po drugem kosu kruha, ne da bi opazil, da Jezus preveč iztegne desnico proti njemu (Mt 26,23). Koti in osvetlitev pritegnejo pozornost na Jezusa, čigar desno obrnjeno lice je na izginjajoči točki za vse perspektivne črte. Poleg tega je slika pokazala Da Vincijevo mojstrsko uporabo perspektive, saj »pritegne našo pozornost na Kristusov obraz v središču kompozicije, Kristusov obraz pa skozi njegov navzdol obrnjen pogled usmerja naš fokus vzdolž diagonale njegove leve strani roko k njegovi roki in torej kruh.« 
Leonardo naj bi kot navdih za figure na sliki uporabil podobe ljudi v Milanu in okolici. Samostanski prior se je Sforzi pritožil nad Leonardovo »lenostjo«, ko je taval po ulicah, da bi našel zločinca, na katerega bi se oprl za Juda. Leonardo je odgovoril, da če ne najde nikogar drugega, bo prior primeren model. Med nastajanjem slike jo je Leonardov prijatelj, matematik Luca Pacioli, označil za »simbol človekove goreče želje po odrešitvi«.

## Zgodovina

### Zgodnje kopije
Znano je, da obstajata dve zgodnji kopiji Zadnje večerje, za katere se domneva, da so delo Leonardovih pomočnikov. Kopije so skoraj enake velikosti izvirnika in so preživele s številnimi izvirnimi podrobnostmi, ki so še vedno nedotaknjene. Ena, Giampietrina, je v zbirki Kraljeve akademije umetnosti v Londonu, druga, Cesareja da Sesta, pa je nameščena v cerkvi sv. Ambrogia v Ponte Capriasca v Švici. Tretjo kopijo (olje na platnu) je naslikal Andrea Solari (okoli 1520) in je na ogled v muzeju Leonardo da Vinci v opatiji Tongerlo v Belgiji.
- Študija za Zadnjo večerjo iz Leonardovih zvezkov[16] prikazuje dvanajst apostolov, od katerih jih je devet prepoznanih po imenih, napisanih nad njihovimi glavami. Juda sedi na nasprotni strani mize, kot na prejšnjih upodobitvah prizora.[12]
- Zadnja večerja, ok. 1520, Giampietrino, olje na platnu, v zbirki Kraljeve akademije umetnosti v Londonu. Ta kopija v polnem merilu je bila glavni vir za restavriranje izvirnika v letih 1978–1998. Vključuje več izgubljenih podrobnosti, kot so Kristusove noge in solna klet, ki jo je razlil Juda. Giampietrino naj bi tesno sodeloval z Leonardom, ko je bil ta v Milanu.
- Zadnja večerja, ok. 1520, Andrea Solari, olje na platnu, v muzeju Leonardo da Vinci, samostan Tongerlo

### Poškodbe in obnove
Ker je Sforza ukazal naglo obnoviti cerkev, so zidarji napolnili stene z ruševinami, ki zadržujejo vlago. Pleskanje je bilo izvedeno na tanko zunanjo steno, zato se je močno čutil vpliv vlage, barva pa se je ni dobro prijela. Zaradi uporabljene metode je kmalu po dokončanju slike 9. februarja 1498 začela propadati. Leta 1499 je Ludvik XII. razmišljal, da bi sliko odstranil s stene in jo odnesel v Francijo. Že leta 1517 se je slika začela luščiti in leta 1532 jo je Gerolamo Cardano opisal kot »zamegljeno in brezbarvno v primerjavi s tem, kar se je spominjam, ko sem jo videl kot deček«. Do leta 1556 – manj kot šestdeset let po tem, ko je bila dokončana – je Giorgio Vasari sliko opisal kot zmanjšano na »mešanico madežev«, tako pokvarjeno, da so bile figure neprepoznavne. V drugi polovici 16. stoletja je Gian Paolo Lomazzo izjavil, da je »slika vsa uničena«. Leta 1652 so skozi (takrat neprepoznavno) poslikavo prerezali vrata, ki so jih kasneje zazidali; to je še vedno mogoče videti kot strukturo v obliki nepravilnega loka blizu središča slike. Po zgodnjih kopijah se verjame, da so bile Jezusove noge v položaju, ki simbolizira bližajoče se križanje. Leta 1768 so nad sliko obesili zaveso, namenjeno njeni zaščiti; zavesa je namesto tega zadrževala vlago na površini in kadar koli je bila povlečena nazaj, je opraskala luščečo se barvo.
Prvo obnovo je poskusil leta 1726 Michelangelo Bellotti, ki je zapolnil manjkajoče dele z oljno barvo in nato lakiral celotno stensko poslikavo. To popravilo ni dolgo trajalo in leta 1770 je sicer neznani umetnik po imenu Giuseppe Mazza poskusil še eno obnovo. Mazza je slekel Bellottijevo delo in nato večinoma prebarval sliko; preoblikoval je vse razen treh obrazov, ko je bil ustavljen zaradi javnega ogorčenja. Leta 1796 so francoske revolucionarne protiklerikalne čete uporabile refektorij kot orožarno in hlev; metali so kamenje v sliko in plezali po lestvah, da bi apostolom izpraskali oči. Goethe je zapisal, da je leta 1800 sobo po močni nevihti poplavilo dva metra vode. Refektorij je bil uporabljen tudi kot zapor; ni znano, ali je kdo od jetnikov poškodoval sliko. Leta 1821 je bil poklican Stefano Barezzi, strokovnjak za odstranjevanje celih fresk z njihovih sten nedotaknjenih, da sliko odstrani na varnejšo lokacijo; močno je poškodoval osrednji del, preden je ugotovil, da Leonardovo delo ni freska. Barezzi je nato poskušal ponovno pritrditi poškodovane dele z lepilom. Od leta 1901 do 1908 je Luigi Cavenaghi najprej natančno preučil strukturo slike, nato pa jo je začel čistiti. Leta 1924 je Oreste Silvestri opravil nadaljnje čiščenje in nekatere dele stabiliziral s štukaturo.

#### Večja obnova
Videz slike se je do poznih 1970-ih močno poslabšal. Od leta 1978 do 1999 je Pinin Brambilla Barcilon vodil velik restavratorski projekt za stabilizacijo slike in odpravo škode, ki sta jo povzročila umazanija in onesnaženje. Obrnili so se tudi poskusi obnove iz 18. in 19. stoletja. Ker se je izkazalo, da je nepraktično premakniti sliko v bolj nadzorovano okolje, so refektorij namesto tega spremenili v zaprto, podnebno nadzorovano okolje, kar je pomenilo zazidanje oken. Nato so izvedli podrobno študijo, da bi ugotovili izvirno obliko slike, z uporabo znanstvenih testov (zlasti infrardeče reflektoskopije in mikroskopskih vzorcev jedra) in originalnih karikatur, shranjenih v Kraljevi knjižnici na gradu Windsor. Nekatera območja so bila ocenjena kot neobnovljiva. Ta so bila ponovno naslikana z akvarelom v umirjenih barvah, ki naj bi pokazale, da niso izvirno delo, hkrati pa niso bile preveč moteče.
Ta obnova je trajala 21 let in 28. maja 1999 je bila slika vrnjena na ogled. Obiskovalci so morali ogled rezervirati vnaprej in so lahko ostali samo 15 minut. Ko je bil razkrit, so velike polemike vzbudile dramatične spremembe barv, tonov in celo nekaterih oblik obraza. James Beck, profesor umetnostne zgodovine na univerzi Columbia in ustanovitelj ArtWatch International, je bil posebej oster kritik. Michael Daley, direktor ArtWatch UK, se je prav tako pritožil nad restavrirano različico slike. Kritičen je bil do Kristusove desne roke na podobi, ki je bila spremenjena iz drapiranega rokava v tisto, kar Daley imenuje »mufu podobna draperija«.

## V moderni umetnosti
Leta 1955 je Salvador Dalí naslikal Zakrament zadnje večerje z Jezusom, upodobljenim kot blond in gladko obritim, usmerjenim navzgor proti spektralnemu trupu, medtem ko so apostoli zbrani okoli mize s sklonjenimi glavami, tako da nikogar ni mogoče prepoznati. Velja za eno najbolj gledanih slik v zbirki Narodne galerije umetnosti v Washingtonu, D. C.
Mary Beth Edelson v Nekaj živih ameriških umetnic/Zadnja večerja (1972) je prisvojila Zadnjo večerjo z glavami znanih umetnic, ki so bile v kolažu nad glavami Kristusa in njegovih apostolov. Med umetnicami, ki so kolažirale nad glavami Kristusa in njegovih apostolov so Lynda Benglis, Louise Bourgeois, Elaine de Kooning, Helen Frankenthaler, Nancy Graves, Lila Katzen, Lee Krasner, Georgia O'Keeffe, Louise Nevelson, Yoko Ono, M. C. Richards, Alma Thomas in June Wayne. Tudi druge umetnice imajo svojo podobo prikazano na robu dela; skupno dvainosemdeset umetnic je del celotne podobe. Ta podoba, ki obravnava vlogo religiozne in umetnostnozgodovinske ikonografije pri podrejanju žensk, je postala »ena najbolj ikoničnih podob feminističnega umetniškega gibanja.«
Kiparka Marisol Escobar je Zadnjo večerjo upodobila kot tridimenzionalno kiparsko sestavo v naravni velikosti z uporabo pobarvanega in vlečenega lesa, vezanega lesa, rjavega kamna, mavca in aluminija. To delo, Self-Portrait Looking at the Last Supper, (1982–84) je v newyorškem Metropolitan Museum of Art.
Leta 1986 je bil Andy Warhol izdelal serije slik na podlagi Zadnje večerje, ki so bile sprva razstavljene v Milanu. To je bila njegova zadnja serija slik pred smrtjo.